# Iertof

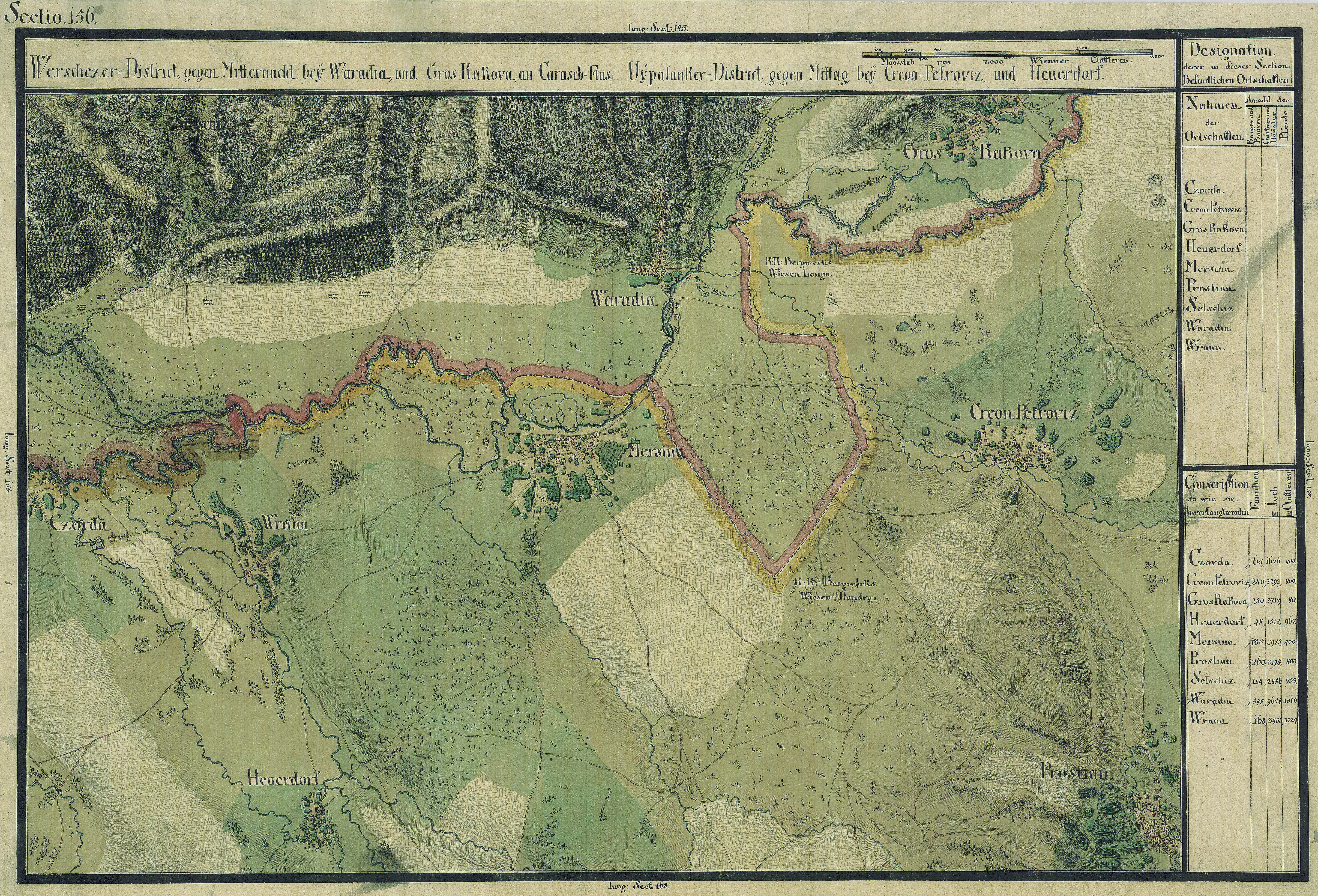
Heuersdorf auf der Josephinischen Landnahme

Iertof (deutsch Heuersdorf, ungarisch Hévér) ist ein Dorf im Kreis Caraș-Severin in der Region Banat in Rumänien. Das Dorf Iertof gehört zur Gemeinde Vrani.

## Geografische Lage
Iertof liegt im Westen des Kreises Caraș-Severin, nahe der Grenze zum Kreis Timiș.

## Nachbarorte
| Ciortea   | Vrani                                       | Mercina  |
| Milcoveni | Kompassrose, die auf Nachbargemeinden zeigt | Răcășdia |
| Berliște  | Rusova Nouă                                 | Vrăniuț  |

## Geschichte
Im Laufe der Zeit hatte das Dorf verschiedene Namen: 1723 Herdorf, 1761 Haiesdorf, 1779 Heinersdorf, 1888 Heuersdorf, 1913 Hévér, 1924 Iertof.
Auf der Josephinischen Landaufnahme von 1717 ist der Ort Heuerdorf mit 48 Häuser eingetragen. Nach dem Frieden von Passarowitz (1718) war die Ortschaft Teil der Habsburger Krondomäne Temescher Banat.
Der Vertrag von Trianon am 4. Juni 1920 hatte die Dreiteilung des Banats zur Folge, wodurch Iertof an das Königreich Rumänien fiel.

## Bevölkerungsentwicklung
| 1880 | 692 | 685 | - | 7 | -  |
| 1910 | 629 | 621 | - | - | 8  |
| 1930 | 594 | 583 | - | 1 | 10 |
| 1977 | 244 | 229 | - | 1 | 14 |
| 2002 | 142 | 109 | - | - | 33 |
| 2011 | 126 | 96  | - | - | 30 |